# Эгебергский замок
Замок Эгеберг (норв. Egebergslottet) — здание в Санкт-Ханшаугене в норвежском Осло. Эгеберг когда-то был самой большой частной резиденцией в Осло площадью 1 600 м2, состоящей из двух этажей и башни. Особняк возвышался в окружении большого парка и имел великолепный вид на город и гавань.

## Эйнар Вестье Эгеберг
Эгеберг был построен в 1899—1901 годах по проекту ведущего архитектора Хальвдана Берле (1861—1929). Особняк был построен для Эйнара Вестье Эгеберга (1851—1940) и его жены Биргитты Халвордин (1857—1930). Эйнар Вестье Эгеберг был совладельцем одной из самых важных компаний по производству пиломатериалов в Осло, Westye Egeberg & Co. У пары Эгеберг было семеро детей, большинство из которых достигли совершеннолетия, когда семья переехала в особняк в 1901 году.

## Строительство
Общая стоимость строительства в 1901 году составила 12 миллионов крон. Строительство было выполнено с использованием качественных материалов, таких как гранит и мыльный камень. Архитектурный стиль соответствовал итальянскому ренессансу, в котором преобладали благородные формы. Внутренние потолки выполнены итальянскими лепными мастерами. На первом этаже располагались холл, вестибюль, курительная комната, столовая, кухня, лоджия, садовая комната и кабинет. На втором этаже располагались спальни, гардеробные и ванная комната. В башне располагалась бильярдная, а в подвале были складские помещения. Жена Эгеберга была частично парализована. Поэтому в замке был установлен лифт стоимостью 25 000 крон. Также для жены был приобретён автомобиль — открытая «Минерва», похожая на ту, что принадлежала норвежской королевской семье. Жена Эйнара Эгеберга умерла в 1930 году.

## Последующие годы
После смерти жены Эйнар Эгеберг не хотел жить один в большой резиденции и поэтому хотел продать её, что оказалось затруднительным во время экономической депрессии 1930–х годов. В конце концов компания Egeberg была продана компании Bolig-Bygg AS. В рамках первоначальной конструкции здания были добавлены еще два этажа: один дополнительный этаж был создан путем разделения второго этажа на два отдельных этажа. Четвертый этаж появился в результате преобразования первоначального чердака, окружавшего бильярдную, в жилую зону. Таким образом, Эгеберг превратился из частной резиденции в многоквартирный дом с 24 квартирами.